# Земля Франца-Иосифа
Земля́ Фра́нца-Ио́сифа — архипелаг в Северном Ледовитом океане, на севере Европы. Принадлежит России, на территории архипелага находится самая северная точка страны — мыс Флигели на острове Рудольфа.   
Входит в состав Архангельской области в качестве административной единицы островные территории Земля Франца-Иосифа и остров Виктория.
Назван в честь императора Австрии Франца Иосифа I. По данным на 2012 год состоял из 192 островов, общая площадь территории составляет 16 134 км². В связи с современным потеплением климата происходит уменьшение ледяного покрова на архипелаге, что приводит к появлению новых островов. За период 2015—2019 годов в районе архипелагов Земля Франца-Иосифа и Новая Земля было обнаружено и зарегистрировано около 40 новых островов, мысов и бухт — в том числе благодаря анализу спутниковых снимков энтузиастами.

## История

### Открытие
Хотя официальное открытие архипелага состоялось во второй половине XIX века, ещё М. В. Ломоносов в труде под названием «Краткое описание разных путешествий по северным морям и показание возможного проходу Сибирским океаном в Восточную Индию» (1763) предполагал наличие островов к востоку от Шпицбергена.
В 1865 году русский военный моряк адмирал Н. Г. Шиллинг в своей статье «Соображения о новом пути в Северном полярном море», вышедшей в «Морском сборнике», на основе анализа движения льдов в западной части Северного Ледовитого океана, предположил существование неизвестной земли, находящейся к северу дальше Шпицбергена.
В конце 1860-х годов русский метеоролог А. И. Воейков поставил вопрос об организации большой экспедиции для исследования полярных морей. Эту идею горячо поддержал географ князь П. А. Кропоткин. Наблюдения над льдами Баренцева моря привели его к заключению, что:

между Шпицбергеном и Новой Землёй находится ещё не открытая земля, которая простирается к северу дальше Шпицбергена и удерживает льды за собой… Возможное существование такого архипелага указал в своём превосходном, но мало известном докладе о течениях в Ледовитом океане русский флотский офицер барон Шиллинг.
В 1871 году был составлен детальный проект экспедиции, но правительство отказало в средствах, и она не состоялась.
Земля Франца-Иосифа была открыта австро-венгерской экспедицией под руководством Карла Вейпрехта и Юлиуса Пайера на парусно-паровой шхуне «Адмирал Тегетхоф» (нем. Admiral Tegetthoff). Экспедиция имела целью проверить гипотезу германского учёного Августа Петермана о существовании тёплого Северного Полярного моря и большого полярного материка. Финансировал экспедицию камергер австрийского двора граф Ганс Вильчек. Шхуна, отправившаяся в 1872 году для открытия Северо-Восточного прохода, в августе была затёрта льдами к северо-западу от Новой Земли и затем, постепенно уносимая ими к западу, через год, 30 августа 1873 года принесена была к берегам неизвестной земли, которая и была тогда же Вейпрехтом и Пайером обследована, насколько было возможно, к северу и вдоль южной её окраины.
Пайеру удалось достигнуть 82°5' с. ш. (в апреле 1874 года) и составить карту этого обширного архипелага, казавшегося первым исследователям состоящим из ряда обширных островов. Австрийские путешественники дали новооткрытой земле имя австро-венгерского императора Франца Иосифа I. В России как в имперское, так и в советское время поднимался вопрос о переименовании архипелага: сначала в Землю Романовых, а позже, после 1917 года, в Землю Кропоткина либо Землю Нансена, однако эти предложения реализованы не были, и земля по сей день носит своё первоначальное название.
20 мая 1874 года экипаж «Адмирала Тегетхофа» вынужден был бросить судно и по льдам отправиться к берегам Новой Земли, где встретился с русскими поморами-промысловиками, оказавшими помощь в возвращении экспедиции.

### Исследования
Вейпрехт и Пайер в 1873 году исследовали южную часть архипелага, а весной 1874 года пересекли его с юга на север на нартах. Была составлена первая карта. Так как во время путешествия море было покрыто льдами, экспедиция не смогла обнаружить большого количества проливов и архипелаг представлялся состоящим из нескольких больших островов.
В 1879 году к берегам архипелага на корабле «Виллем Баренц» подошла голландская экспедиция под командованием Де Брюйне, которая открыла остров Гукера.
В 1881 и 1882 годах архипелаг посещал шотландский путешественник Бенджамин Ли Смит (англ. Benjamin Leigh Smith) на яхте «Эйра». Во время первого плавания им были открыты остров Нортбрук, остров Брюса, Земля Георга и Земля Александры, собраны богатые коллекции. Во втором путешествии яхту раздавило льдами у мыса Флора (о. Нортбрук) и экипаж из 25 человек вынужденно остался зимовать на острове. Летом экспедиция на шлюпках отправилась на юг и была спасена искавшими их судами.
В 1895—1897 годах на Земле Франца-Иосифа работала крупная и хорошо оснащённая английская экспедиция Джексона — Хармсворта. Экспедиция прибыла на судне «Виндвард» («Windward») на мыс Флора, где оборудовала свою главную базу. За три года проведена значительная работа по уточнению карт, велись геологические, ботанические, зоологические, метеорологические исследования в южной, средней и юго-западной части архипелага. Было установлено, что он состоит из гораздо большего числа островов меньших размеров, нежели первоначально было обозначено на карте Пайера. В ходе подготовки экспедиции Джексона — Хармсворта на Земле Франца-Иосифа в 1895 году побывал и первый русский — плотник Варакин из Архангельска (в этом городе экспедиция снаряжалась и брала с собой разборную русскую избу).
В 1895 году, ничего не зная об экспедиции Джексона — Хармсворта, с севера, к архипелагу подошли норвежские путешественники Фритьоф Нансен и Ялмар Йохансен, возвращавшиеся из своего знаменитого путешествия, в ходе которого пытались покорить Северный полюс. Нансен установил, что архипелаг не имеет продолжения к северо-востоку, кроме небольших островков, а экспедиция на дрейфовавшем во льдах судне «Фрам», с которого Нансен и Йохансен ранее отправились в путь, обнаружила, что к северу от архипелага заканчивается материковый шельф и начинаются морские глубины. С середины августа 1895 года путешественники зимовали на острове Джексона в хижине из камней, затем летом отправились на юг и в июне 1896 года встретили на острове Нортбрук участников экспедиции Джексона — Хармсворта, с которого позднее и возвратились на родину. Новый остров, открытый Нансеном на севере архипелага, который он принял за два отдельных острова, в честь его жены и дочери получил двойное название Ева и Лив.
В 1898 году американский журналист Уолтер Уэллман (англ. Walter Wellman) зимой отправился на Землю Франца-Иосифа с целью достигнуть полюса. Основная база экспедиции располагалась на острове Галля. На острове Вильчека провели двое норвежцев — участников этой американо-норвежской экспедиции. Один из них — участник экспедиции Нансена Бернт Бентсен — умер в период зимовки. Весной 1899 года ему удалось по льду добраться только до 82° с. ш., по восточной стороне острова Рудольфа, на которой бывал и Пайер. Другая часть экспедиции, под руководством Болдуина (англ. Evelyn Briggs Baldwin), обследовала неизвестные части юго-восточной окраины архипелага, который, как оказалось, не идёт далеко на восток; наконец, летом удалось посетить среднюю часть архипелага. На обратном пути экспедиция встретила другую, итальянскую, герцога Абруццкого, которой удалось очень легко пройти в конце июля 1898 года на судне до острова Рудольфа и даже побывать на его северном берегу, причём он оказался гораздо менее обширным, нежели предполагал Пайер. Зимовали приблизительно около места, до которого в 1874 году Пайер добрался на нартах. Отсюда была предпринята весной 1900 года поездка на собачьих упряжках по льдам к северу, под начальством капитана Каньи. Ему удалось пройти до 86°33' с. ш.; эта поездка окончательно выяснила, что земли Петермана к северу от острова Рудольфа и земли Короля Оскара к северо-западу, значившихся на карте Пайера, не существует, и вообще дальше к полюсу нет никакой сколько-нибудь значительной земли. В это же время здесь была отмечена самая низкая температура — −52 °C. В сентябре 1900 года экспедиция Абруццкого на судне Stella Polare вернулась к берегам Норвегии, три её участника пропали без вести на архипелаге.
В это же время начинается промысловое освоение архипелага. В 1897—1898 годах Землю Франца-Иосифа посещал шотландский зверопромышленник Т. Робертсон, было добыто около 600 моржей и 14 белых медведей.
Летом 1901 года южные и юго-западные берега архипелага исследовала первая российская экспедиция на ледоколе «Ермак» под началом вице-адмирала С. О. Макарова. В некоторых источниках утверждается, что именно она впервые подняла здесь российский флаг. «Ермак» стал первым русским судном у берегов Земли Франца-Иосифа, экипаж составлял 99 человек, включая научную группу. Остановки и высадки на берег проходили у мыса Флора острова Нортбрук и на остров Хохштетер. Были собраны коллекции растений, ископаемых и грунтов, у южной оконечности архипелага обнаружены тёплые воды Гольфстрима, протекающие на горизонтах ниже 80—100 м. Попытка пробиться к восточным берегам архипелага, из-за тяжёлой ледовой обстановки, не увенчалась успехом.
В 1901—1902 годах на Земле Франца-Иосифа зимовала американская экспедиция Болдуина — Циглера, а вслед за ней в 1903—1905 годах экспедиция Циглера — Фиала, имевшие целью попытаться дойти по льдам до полюса. Крушение судна вынудило участников экспедиции Циглера провести на архипелаге два года в изоляции, прежде чем они дождались спасения.
В 1913—1914 годах в бухте Тихой у острова Гукера зимовала экспедиция Г. Я. Седова на шхуне «Михаил Суворин» («Святой Фока»). В попытке дойти до полюса Седов умер 20 февраля 1914 года недалеко от мыса Аук острова Рудольфа, где предположительно и был похоронен (сопровождавшие матросы плохо ориентировались в картах, и место погребения впоследствии не было найдено). 1 марта 1914 года на берегу бухты Тихой похоронен первый механик шхуны Я. Зандерс, умерший от цинги.
26 июня 1914 года к западной оконечности Земли Александры удалось выйти 10 членам команды с дрейфовавшей в ледовом плену шхуны «Святая Анна». Шхуна была зажата льдами в 1912 году у побережья полуострова Ямал и, дрейфуя на север, за 542 дня прошла 1540 морских миль, оказавшись в 160 км севернее Земли Франца Иосифа. Терпя нужду и голод команда судна разделилась — 14 человек под командованием штурмана Валериана Альбанова отправилась по льдам к архипелагу, оставшиеся на судне 13 человек во главе с руководителем экспедиции лейтенантом Георгием Брусиловым пропали без вести. Из команды Альбанова, двигавшейся вдоль южного побережья архипелага на восток, достичь старой базы экспедиции Джексона—Хармсворта на мысе Флора острова Нортбрук, удалось только двоим — Альбанову и матросу Конраду, остальные погибли или пропали без вести. 17 июля последние члены экспедиции Брусилова были случайно встречены и спасены шхуной «Святой Фока» экспедиции Г. Я. Седова, которая, не имея топлива для возвращения на материк, вынужденно зашла на мыс, чтобы разобрать деревянные постройки базы экспедиции Джексона—Хармсворта. Спасённый Альбановым судовой журнал «Святой Анны» с непрерывными метео- и гидрологическими наблюдениями во время дрейфа и путевой дневник внесли значительный вклад в изучение малоисследованной области Арктики.

### Объявление российской территорией и освоение архипелага
16 августа 1914 года, в ходе поисков экспедиции Г. Я. Седова, к мысу Флора удалось пробиться через льды парусно-моторному судну «Грета», на борту которого находился начальник поисковой экспедиции капитан I ранга И. И. Ислямов. Из оставленных в гурии записок стала известна судьба экспедиций Седова и Брусилова. На берегу был оставлен запас продовольствия, оружия и одежды на случай подхода остальных членов экспедиции Брусилова. Ислямов объявил архипелаг российской территорией и установил над ним русский флаг, изготовленный из листового железа. Находившийся на судне художник С. Г. Писахов сделал зарисовки берегов Земли Франца-Иосифа.
20 сентября (3 октября) 1916 года Министерство иностранных дел России распространило официальную ноту о полярных владениях Российской империи, в которой правительство перечислило ранее известные и недавно открытые Гидрографической экспедицией Северного Ледовитого океана полярные земли, считающиеся нераздельной частью империи, среди которых Земля Франца-Иосифа не была упомянута и инициатива Ислямова не получила юридической поддержки со стороны правительственных чиновников.
В сентябре 1923 года мыса Флора планировала достичь экспедиция Плавморнина, выполняющая гидрологический разрез по 41-му меридиану на научно-исследовательском судне «Персей», однако из-за неблагоприятных погодных условий, вызвавших перерасход угля и пресной воды, цель не была достигнута.
С середины 1920-х годов в разных странах стали расширяться планы исследования высоких широт воздушным путём при помощи самолётов и дирижаблей. Стремительное развитие авиации и воздухоплавания говорили о том, что в ближайшее время человек достигнет всех труднодоступных и неисследованных прежде районов Арктики. На этом фоне Земля Франца-Иосифа, представлявшая ранее из-за своей труднодоступности и отсутствия богатых природных ресурсов в основном научный интерес, в перспективе стала рассматриваться как один из узловых пунктов на пути будущих трансарктических сообщений и центром важных метео- и гидрологических наблюдений, необходимых для точного составления прогнозов погоды во всём Арктическом регионе.
15 апреля 1926 года Президиум ЦИК декретом «Об объявлении территорией Союза ССР земель и островов, расположенных в Северном Ледовитом океане» объявил о правах Советского Союза на все известные и ещё не открытые земли и острова, заключённые в секторе Арктики между меридианами, идущими от крайней западной точки северной границы (граница СССР с Финляндией 32°4’35 в. д.) и середины Берингова пролива (168°49’30 з. д.) на востоке до Северного полюса. Это автоматически означало, что Земля Франца-Иосифа официально объявлялась находящейся под полной юрисдикцией СССР. Административно архипелаг был включён в состав Архангельской области. Декрет был нотифицирован во время подготовки первой трансполярной экспедиции на дирижабле «Норвегия».
В сентябре 1927 года к мысу Флора подошло советское парусно-моторное судно «Эльдинг» Северной научно-промысловой экспедиции ВСНХ; из-за большого скопления битого льда у побережья высадка не производилась.
С 1928 года ситуация вокруг архипелага стала обостряться. После успешного полёта Умберто Нобиле и Руаля Амундсена на дирижабле «Норвегия», в Италии началась подготовка следующей, чисто национальной арктической экспедиции на дирижабле «Италия»; в связи с этим в итальянской прессе высказывались мнения о возможной предстоящей аннексии Земли Франца-Иосифа в пользу Италии. Дирижабль «Италия», вылетев с базы на Шпицбергене, прошёл над северной оконечностью архипелага с запада на восток в середине мая 1928 года, во время своего второго арктического полёта. Однако в третьем полёте на полюс произошла катастрофа. В последующих поисках дирижабля активное участие принял Советский Союз, используя ледоколы и ледокольные суда.
31 июля 1928 года вышло постановление СНК об усилении научно-исследовательских работ в арктических владениях СССР. Разрабатывался первый пятилетний план научных исследований, согласно которому на Земле Франца-Иосифа, как и на других арктических землях, предполагалась построить геофизические обсерватории. Финансирование научных работ велось отчислением 1,5—2,25 % с дохода от арктического промысла и торговли. Экспедиции, имеющие целью закрепить за страной наиболее спорные территории (Новая Земля и Земля Франца-Иосифа), снаряжались в опережающем порядке, не ожидая окончательного утверждения плана.
В августе 1928 года, в рамках поисков экипажа «Италии», значительное пространство вдоль южных берегов Земли Франца-Иосифа в течение месяца исследовал ледокольный пароход «Георгий Седов», проведя обширные гидро- и метеонаблюдения.
В сентябре 1928 года ледокол «Красин» подходил к берегу Земли Александры и Земли Георга. На Земле Георга была предпринята попытка построить домик на случай появления не найденных членов экипажа дирижабля, но из-за подошедших льдов на берег удалось забросить только часть продовольствия и стройматериалов. У мыса Ниль экипаж ледокола впервые водрузил над архипелагом флаг СССР.
19 декабря 1928 года норвежское правительство, подтверждая получение нотификации о Декрете ЦИК СССР от 15 апреля 1926 года, сделало оговорку в отношении Земли Франца-Иосифа: «Королевскому правительству неизвестно, чтобы на Земле Франца-Иосифа были известны какие-либо другие интересы, кроме экономических интересов Норвегии…». В печати обсуждались планы по созданию в 1929 году постоянного норвежского поселения на архипелаге, на средства норвежских китобоев готовились суда «Баллеросен» и «Торнес-1», в экспедиции участвовали морские офицеры Норвегии.
С советской стороны началась ускоренная подготовка экспедиции. Проект был разработан Полярной комиссией Академии наук и одобрен правительственной Арктической Комиссией 5 марта 1929 года. СНК после утверждения проекта ассигновал необходимые средства, непосредственной организацией плавания занимался Институт по изучению Севера. Руководителем экспедиции был назначен О. Ю. Шмидт, заместителями Р. Л. Самойлович и В. Ю. Визе, ледокольным пароходом «Георгий Седов» командовал капитан В. И. Воронин. Руководству экспедиции в Архангельске на пленуме городского совета был вручён флаг СССР для поднятия его на Земле Франца-Иосифа.
21 июля 1929 года пароход «Георгий Седов» вышел из Архангельска и 29 июля, пройдя через тяжёлые льды, подошёл к мысу Флора. Из-за неудобства подхода к нему на мыс вышла санная партия, установившая там флаг. Обсерваторию решено было строить в бухте Тихая острова Гукера, на месте зимовки экспедиции Седова 1914 года. До 12 августа в бухте Тихая шла выгрузка снаряжения и продовольствия, на берегу строились дома и радиостанция, затем «Георгий Седов» провёл гидрологические исследования в Британском канале, пройдя на север до 82°14’ с. ш. В бухте Теплиц острова Рудольфа были обнаружены три постройки итальянской экспедиции «Стелла Поляре», предпринимались попытки найти могилу Седова на острове Рудольфа. 29 августа судно вернулось в бухту Тихая.
30 августа 1929 года первая постоянно действующая на Земле Франца-Иосифа полярная станция Бухта Тихая была торжественно открыта. В 13:30 над ней поднят флаг СССР и передана первая радиограмма на материк, в составе первой смены было семь зимовщиков: П. Я. Илляшевич (начальник зимовки), Б. Д. Георгиевский (врач, уполномоченный по управлению архипелагом Земля Франца-Иосифа), Г. А. Шашковский (метеоролог), Э. Т. Кренкель (радист), М. С. Муров (механик), В. А. Знахарев (повар), А. М. Алексин (служитель — завхоз и каюр). С этого момента архипелаг ежегодно посещался советскими полярными экспедициями. Впоследствии на газетных заметках о первых зимовщиках полярной станции Бухта Тихая был основан сценарий фильма Юрия Германа и Сергея Герасимова «Семеро смелых».
12 и 13 января 1930 года радиостанция Бухты Тихой (радист Э. Т. Кренкель, механик М. С. Муров) провела на коротких волнах сверхдальнюю радиосвязь с расположенной практически антиподально антарктической экспедицией Бэрда, находившейся на барьере Росса близ Южного полюса. Сеансы длились 1,5 часа и 40 минут. Событие казалось столь невероятным, что о нём несколько дней не сообщали на Большую землю, полагая что это могла быть шутка норвежцев, до тех пор, пока радист Э. Т. Кренкель не выяснил через других корреспондентов, что американская экспедиция в Антарктиде действительно существует.
В июле 1931 года в бухте Тихой состоялась встреча германского дирижабля «Граф Цеппелин» и советского ледокола «Малыгин». С дирижабля на ледокол была передана почта. «Граф Цеппелин» совершил облёт западной части архипелага, затем отправился к архипелагу Северная Земля.
Летом 1932 года экспедиция на ледоколе «Малыгин» в бухте Теплиц острова Рудольфа, в 900 километрах от Северного полюса, основала вторую советскую полярную станцию, ставшую самой северной в мире. На ледяном куполе, в 4 км от станции, был оборудован полярный аэродром. В 1936 году станция превратилась в базу первой советской воздушной экспедиции на Северный полюс. Оттуда в мае 1937 года четыре тяжёлых четырёхмоторных самолёта АНТ-6А доставили папанинцев на вершину мира. Один из самолётов, потерпевший аварию при посадке, был оставлен на острове и сейчас является уникальным историческим экспонатом. Станция круглогодично работала в период с 1936 по апрель 1942 года и с 1947 по 1995 годы.
В зимний период 1934/35 годов архипелаг был обследован с воздуха лётной группой В. Д. Волосюка и Н. Г. Тарановского на самолётах У-2 и Ш-2. Были уточнены карты и исследованы места для возможных посадок самолёта на лёд.

### Земля Франца-Иосифа в годы Великой Отечественной войны
В годы Великой Отечественной войны на Земле Франца-Иосифа тайно появились представители нацистской Германии. В 1944 году здесь была организована немецкая метеорологическая станция, на которой работали (один сезон) 10—15 человек, которым пришлось питаться мясом белого медведя и спешно эвакуироваться, бросив даже некоторые документы (о существовании станции советская сторона узнала лишь в 1950-е годы, когда обнаружила её остатки).
Остатки немецкой метеостанции обнаружила изыскательская партия Главсевморпути «Арктикпроект», руководимая Топорковым. В 1951 году её участники высадились на Землю Александры с ледокольного парохода «Дежнёв» в районе залива Дежнёва с целью поиска мест для строительства аэродрома и сразу наткнулись на неизвестные строения и разбросанные по косе вещи. Сохранились 4—5 блиндажей, 2 из которых были офицерскими. Станция имела шлюпку с подвесным мотором и мощную радиостанцию, мачта которой, для скрытности, опускалась по принципу журавля, строения были выкрашены белой краской и тщательно закамуфлированы. Траншея, вырытая вокруг блиндажей, имела пулемётные и миномётные гнёзда и рассчитывалась на круговую оборону. На месте было брошено много оружия, включая миномёты, боеприпасы, а также секретные документы и журналы метеонаблюдений.
По предположениям, станция строилась летом-осенью 1942 г. с целью метеообеспечения действий немецкой авиации и ВМФ в районе Баренцева моря и спешно покинута в конце 1944 — начале 1945 года, поэтому при уходе не успели даже ничего заминировать. По колесу от сломанного шасси, найденному на станции, был сделан вывод, что за людьми, возможно, прилетал самолёт типа «Кондор». Место строительства (примерно в 100 километрах от ближайшей советской полярной станции в бухте Тихая) выбиралось не случайно. Земля Александры наиболее подробно исследована дирижаблем «Граф Цеппелин» во время полёта 1931 года (с участием советских специалистов), а результаты аэрофотосъёмки, которые по договору должны были быть представлены после обработки советской стороне, якобы не получились.

### Послевоенный период
В 1950-е годы на Земле Франца-Иосифа были созданы «точки» Радиотехнических войск ПВО страны. Они располагались на острове Греэм-Белл (30-я отдельная радиолокационная рота «Греэм-Белл» и отдельная авиакомендатура, обслуживавшая ледовый аэродром) и на острове Земля Александры (31-я отдельная радиолокационная рота «Нагурская»). «Точки» входили в состав 3-го радиотехнического полка 4-й дивизии (штаб и полка, и дивизии был в посёлке Белушья Губа на Новой Земле) 10-й отдельной армии Войск ПВО страны (штаб армии был в Архангельске). Сообщение с этими точками поддерживалось через Диксон, официальный почтовый адрес был «Красноярский край, остров Диксон-2, в/ч ЮЯ 03177». Эти «точки» были самыми северными войсковыми частями Советского Союза. Были упразднены в начале 1990-х годов.
С лета 1957 года на острове Хейса находилась обсерватория имени Эрнста Кренкеля, являющаяся станцией ракетного зондирования атмосферы. Со стартовой площадки на острове Хейса в период с ноября 1957 по декабрь 1990 года было совершено 1950 успешных запусков метеорологических ракет М-100 с высотой подъёма до 100 км.

### Российский период
С 1990 по 2010 год на архипелаге работала Морская арктическая комплексная экспедиция (МАКЭ) Российского научно-исследовательского института культурного и природного наследия им. Д. С. Лихачёва под начальством и научным руководством П. В. Боярского. МАКЭ в рамках своих программ: «Комплексного изучения культурного и природного наследия Арктики» и «По следам арктических экспедиций» выявила, исследовала и описала в своих научных трудах подавляющее большинство объектов культурного наследия на архипелаге XIX—XX веков, издала всеобъемлющую монографию «Земля Франца-Иосифа» (М., 2013), первую карту и книгу-приложение к ней «Архипелаг Земля Франца-Иосифа. Культурное и природное наследие. Указатели к карте. Летопись Земли Франца-Иосифа» (М., 2011) под общей редакцией П. В. Боярского.
После распада Советского Союза многие объекты на архипелаге, а также техника и запасы ГСМ были заброшены. По оценке на 2010 год, на островах Земли Франца-Иосифа находилось около 250 000 бочек с топливом (до 60 тыс. тонн нефтепродуктов), хранящихся в ненадлежащих условиях и угрожающих экологической обстановке островов. Кроме того, по островам было разбросано ещё порядка 1 миллиона пустых бочек. С 2012 года началась программа по очистке Арктики.
В 1985 году историко-археологическая экспедиция на ледоколе «Капитан Драницын» обнаружила на острове Нортбрук пролив, разделяющий остров на западную и восточную части и ранее закрытый ледником. После ещё нескольких обнаружений разделения острова в течение следующих десятилетий образовавшимся островам распоряжением правительства РФ от 19 октября 2020 были присвоены названия Западный Нортбрук и Восточный Нортбрук.
12 октября 2004 года на Земле Александры установили памятную доску «в знак того, что здесь, на Нагурской, Земля Франца-Иосифа, будет создана первая российская база, с которой начинается освоение Арктики в XXI веке». В команде заявителей значились ФСБ России, Арктическое региональное пограничное управление, Федеральная служба по гидрометеорологии и мониторингу окружающей среды, Межрегиональная общественная организация «Ассоциация полярников», Полярный фонд, Научный центр изучения Арктики и Антарктики «Полюс», Институт имени Г. Я. Седова.
1 августа 2008 года через некоторые западные острова архипелага прошла полоса полного солнечного затмения.
В 2016 году Министерство обороны России начало строительство аэродрома Нагурское на Земле Александры. Длина бетонной взлётно-посадочной полосы планировалась в 2500 м, ширина — до 46 м, что позволило бы принимать все типы самолётов, стоящих на вооружении Воздушно-космических сил России. Таким образом Нагурское стало бы самым близким к Северному полюсу стационарным аэродромом; планировалось, что на острове будут базироваться Ил-78, А-50, А-100, Ил-38 и другие. Также на аэродроме Нагурское на постоянной основе планировалось нахождение истребителей Су-27 и МиГ-31, задачей которых стало бы обеспечение в полном объёме защиты воздушных границ России в Арктическом регионе.
С 1 января 2020 года входит в состав сельского поселения «Талажское» Приморского муниципального района.

## География
Земля Франца-Иосифа — одна из самых северных территорий России и мира. Состоит из 192 островов, общая площадь 16 134 км².
Делится на 3 части:
- восточную, отделённую от других Австрийским проливом, с крупными островами Земля Вильчека (2,0 тыс. км²), Греэм-Белл (1,7 тыс. км²);
- центральную — между Австрийским проливом и Британским каналом, где расположена наиболее значительная по численности группа островов во главе с о. Галля (974 км²),
- западную — к западу от Британского канала, включающую наиболее крупный остров всего архипелага — Земля Георга (2,9 тыс. км²); другим крупным островом является о. Земля Александры (1044 км²).

Поверхность большинства островов архипелага Земля Франца-Иосифа платообразная. Средние высоты достигают 400—490 м (высшая точка архипелага — 620 м).
Берег западнее мыса Флигели на острове Рудольфа — самая северная точка Земли Франца-Иосифа, России, Европы и Евразии.
Мыс Мэри-Хармсуорт — крайняя западная точка архипелага, остров Ламон — самая южная, мыс Олни на острове Греэм-Белл — самая восточная.

### Карта
|  |  |

## Геология
Острова́ в основном сложены песчаниками, алевролитами и известняками, перекрытыми эффузивной толщей горизонтальных базальтовых покровов (мощность базальтов 20—30 м). Среди юрских глинистых сланцев и песчаников на мысе Флора обнаружен бурый уголь. Главными полезными ископаемыми архипелага являются бурые угли, фосфориты и связанные с ними попутные компоненты — титан, ванадий, иттрий, скандий, редкоземельные металлы, торий.

## Гидрология
Бо́льшая часть островов покрыта ледниками, на свободных от них местах — множество озёр, в течение почти всего года покрытых льдом. По всей поверхности островов залегают многолетне-мёрзлые грунты (вечная мерзлота).

### Озёра
Многие озёра до сих пор не имеют названий, собственными обозначениями обзавелись следующие: Космическое, Ледяное, Мелкое, Северное, Утиное, Ширшова.

### Ледники
Изучение оледенения архипелага началось особенно интенсивно с началом Международного геофизического года. В итоге двухлетних полевых работ участники этой российской экспедиции АН СССР получили первую сводку гляциологии территории, увидевшую свет в коллективной монографии «Оледенение Земли Франца-Иосифа» (авторы М. Г. Гросвальд и др, 1973). В ней содержалась характеристика морфологии ледниковых комплексов, ледникового климата, зон льдообразования, температурного режима, структуры и тектоники ледников. Отечественный гляциолог М. Г. Гросвальд с сотрудниками впервые сделал тогда важный вывод о том, что оледенение ЗФИ убывает: за последние 30 лет архипелаг в среднем терял 3,3 км³ льда в год. До этих работ мировое научное сообщество придерживалось мнения о том, что оледенение ЗФИ стационарно или даже растёт.
Ледниками покрыто 87 % территории архипелага. Мощность льда колеблется от 100 до 500 м. Ледники, спускающиеся в море, производят большое количество айсбергов. Наиболее интенсивно оледенение наблюдается на юго-востоке и востоке каждого острова и архипелага в целом. Льдообразование происходит лишь на вершинных поверхностях ледниковых куполов. Ледники архипелага интенсивно сокращаются, и если наблюдающийся темп деградации сохранится, то оледенение Земли Франца-Иосифа через 300 лет может исчезнуть.

### Моря
Архипелаг находится на северной границе Баренцева моря, к этому морю относятся все его внутренние проливы. Северные берега нескольких островов архипелага (Земля Александры, о. Артура, о. Рудольфа, о. Ева-Лив) омываются непосредственно Северным Ледовитым океаном. Мыс Кользат на восточном побережье острова Греэм-Белл считается крайней северо-западной точкой Карского моря и является единственной частью архипелага, омываемой этим морем.

## Климат
Климат архипелага типично арктический. Средняя годовая температура до −12 °C (остров Рудольфа); средние температуры июля от −1,2 °C в бухте Тихой (остров Гукера) до +1,6 °C (остров Хейса, где расположена самая северная в мире метеорологическая станция — обсерватория имени Кренкеля); средняя температура января около −24 °C (минимальные температуры зимой до −52 °C), ветер достигает 40 м/сек. Осадков выпадает от 200—300 мм до 500—550 мм (в зоне аккумуляции ледниковых куполов) в год.

## Население
На архипелаге отсутствует постоянное население. Нет ни одного муниципального образования и населённого пункта. Временное население составляют учёные на исследовательских станциях, метеорологи, пограничники ФСБ и гарнизон военной базы «Арктический трилистник».
На территории острова Хейса в 2005 году было открыто самое северное в мире почтовое отделение «Архангельск 163100», которое должно было работать в течение 1 часа, с 10 до 11 часов во вторник, среду, четверг и пятницу. По состоянию на май 2019 года отделение закрыто по причине отсутствия населения.
На островах Земля Александры и остров Рудольфа работают полярные станции. На острове Хейса расположена геофизическая обсерватория имени Э. Т. Кренкеля (с 1957 года).

## Флора и фауна
Количество видов сосудистых растений довольно мало и не превышает 50 видов (к примеру, на Новосибирских островах таких видов 135, на островах Северной Земли — около 65, на о. Врангеля — более 300). В растительном покрове господствуют мхи и лишайники. Встречаются также полярный мак, камнеломки, крупки, полярная ива. Из млекопитающих встречается белый медведь и реже песец. В водах, омывающих острова, водятся нерпа, морской заяц, гренландский тюлень, морж, нарвал и белуха. Наиболее многочисленны (26 видов) птицы: люрики, чистики, кайры, обыкновенная моевка, белая чайка, бургомистр и др., образующие летом так называемые птичьи базары.